# La Planète du Diable, deuxième partie
La Planète du Diable, deuxième partie est le neuvième épisode de la Saison 2 de la deuxième série de la série télévisée britannique Doctor Who. Cet épisode constitue avec le huitième épisode, La Planète du Diable, première partie, une histoire en deux parties.

## Accroche
Alors que Rose se retrouve seule face aux Oods, le Docteur voit ses croyances mises en doute face à la Bête. La planète risque de tomber dans le trou noir.

## Distribution
- David Tennant : Le Docteur
- Billie Piper : Rose Tyler
- Danny Webb – Mr. Jefferson
- Shaun Parkes – Zachary Cross Flane
- Claire Rushbrook – Ida Scott
- Will Thorp – Toby Zed
- Ronny Jhutti (en) – Danny Bartock
- Paul Kasey – Les Oods
- Gabriel Woolf – Voix de la Bête
- Silas Carson – Voix des Oods

## Résumé
L'épisode reprend au moment où l'épisode précédent l'avait laissé. Tandis que le Docteur et l'officier Ida Scott enquêtent sur une mystérieuse porte qui semble s'être ouverte à la surface de la planète Krop Tor, Rose et les membres survivants de l'équipage font face à une nuée de Oods menaçants et contrôlés par la Bête. Celle-ci semble être passée du corps de Toby aux leurs et ils peuvent tuer grâce à leur appareil de traduction. Le Docteur prend conscience que la Bête semble être à la base du mal dans de nombreuses religions. Rose se retrouve dans une salle avec Toby, Danny et Mr Jefferson lorsque la Bête tente de les démoraliser en jouant sur leurs angoisses.
Le Docteur et Rose arrivent à les motiver en les forçant à trouver un moyen de couper le lien télépathique des Oods. Pour cela ils doivent ramper dans des conduits d'aération pendant que le capitaine Zach, dans la salle de contrôle, leur ouvre les vannes d'air nécessaires. Au cours de l'expédition, Jefferson se sacrifie pour l'équipe et tous réussissent à parvenir dans une salle où ils coupent le lien télépathique.
Comme le câble retenant la capsule ayant descendu Ida et le Docteur a lâché, empêchant tout retour à la base, le Docteur utilise le câble afin de descendre en rappel à l'intérieur de la cage de la Bête. Cependant, le câble étant trop court pour atteindre le sol (qui se trouve à une distance inconnue en raison de l'obscurité), le Docteur décide de se laisser tomber, ne voyant aucune autre possibilité de sortir de cet endroit.
L'équipe de Zachary décide de s'enfuir à bord d'une fusée, profitant que le rayon de gravité qui maintient la planète en place soit toujours présent. Rose, même en sachant que le Docteur est probablement mort en raison de sa chute, refuse de quitter la base. Zachary prend alors la décision de l'amener de force dans la fusée.
Le Docteur reprend ensuite conscience, sa chute ayant été amortie par un coussin d'air. Il se retrouve alors face à une bête cornue immense, enchaînée et enragée.
Après avoir lu des inscriptions sur le mur racontant l'enfermement de la Bête, des soupçons lui parviennent assez vite, celle-ci semblant être juste une coquille vide comparée à l'intelligence qui a provoqué leur peur. Il se rend compte que l'esprit de la Bête s'est enfui et trouve le moyen de détruire le rayon de gravité. La planète, ainsi que la fusée, commencent à être aspirés par le rayon de gravité et Toby se révèle possédé par la Bête. Rose réussit à l'éjecter en lui ôtant sa ceinture. Le Docteur retrouve le TARDIS, récupère Ida Scott et tracte la fusée loin du rayon d'influence du trou noir. Il peut repartir, bien que ne sachant toujours pas quelle entité était réellement la Bête.

### Continuité
- Zack dit être le représentant de l'archive de Torchwood.
- La Bête appelle le Docteur « le destructeur de sa propre race », en référence aux évènements de la dernière Guerre du Temps.
- Le Docteur fait la liste des religions ayant pour symbole un démon, tels les draconiens, (Frontier in Space 1973) et les fondateurs des Daleks, les Kaleds  (La Genèse des Daleks 1975) . Il parle aussi de Dæmos la planète des démons cornus de l'épisode  (The Dæmons 1971) qui seraient à l'origine du concept du Diable chez les êtres humains.
- Lorsque Jefferson est bloqué face aux Oods, il dit qu'il est « désolé d'avoir été lent ». C'est exactement ce qu'avait dit Rose dans la même situation dans Dalek.